# Chiné
Chiné /ʃiˈne/ è un tessuto di seta, ad armatura tela, di colore screziato, caratterizzato da disegni dai contorni sfumati ottenuti con la colorazione dell'ordito prima della tessitura con la tecnica della tintura a riserva anziché con la stampa sul tessuto già fatto.

## Etimologia
È un vocabolo francese e significa alla cinese.

## Tecnica
Due erano i metodi usati:
- Chiné à la branche: Si ottiene con la tintura di piccoli mazzi di fili d'ordito opportunamente legati, la legatura impedisce al bagno di colore di raggiungere i fili coperti, colorando solo la parte non legata. L'ordito viene poi montato sul telaio e si procede alla tessitura con un filo di trama di un solo colore. Per i piccoli spostamenti che subiscono i fili nell'arrotolamento e legatura dell'ordito ne risultano disegni con un effetto fiammato, striato, sfumato in senso verticale, con contorni imprecisi[2].
- Chiné à la chaine: Si tesse un ordito di fili non tinti con una trama fittizia molto rada, si stampano con rulli i colori sul tessuto, si sfila la prima trama per procedere alla tessitura effettiva. Questo sistema, decisamente complesso, produce una maggiore precisione nel disegno.

La tecnica è simile a quella dell'ikat asiatico.
Molto in voga negli anni '30 e '40.
Oggi con questo nome si indicano tessuti di peso vario in seta, cotone o altre fibre anche sintetiche anche in mischia, che ne riproducono l'effetto con l'uso di filati chiné stampati in matassa con due o più colori.
Utilizzato in arredamento per cuscini, tappezzerie e tendaggi, e in abbigliamento soprattutto femminile per abiti, gonne e camicette.